# كاثرين بور بلودجيت
كاثرين بور بلودجيت (بالإنجليزية: Katharine Burr Blodgett) (10 يناير 1898-12 أكتوبر 1979)، فيزيائية وكيميائية أمريكية معروفة بأعمالها في كيمياء السطوح، وبالأخص اختراعها للزجاج «غير المرئي» أو غير العاكس أثناء عملها في شركة جنرال إلكتريك. كانت أول امرأة تحصل على دكتوراه في الفيزياء من جامعة كامبريدج عام 1926.

## حياتها المبكرة
ولدت بلودجيت في 10 يناير 1898 في سكينكتادي، نيويورك. كانت الطفلة الثانية لكاثرين بوكانان (بور) وجورج ريدينغتون بلودجيت. عمل والدها محاميًا متخصصًا في براءات الاختراع في شركة جنرال إلكتريك، وترأس ذلك القسم. أطلق عليه لصٌّ النار وقتله في منزله قبيل ولادتها. عرضت جنرال إلكتريك مكافأة قدرها 5 آلاف دولار للقبض على القاتل وإدانته، لكن القاتل المشتبه به شنق نفسه في زنزانته في سالم، نيويورك. كانت والدتها مؤمنة ماليًا بعد وفاة زوجها، وانتقلت إلى مدينة نيويورك مع كاثرين وابنها جورج جونيور بعد فترة قصيرة من ولادة كاثرين.
في عام 1901، انتقلت والدة كاثرين بالعائلة إلى فرنسا كي يصبح الأطفال ثنائيي اللغة. عاشوا هناك لعدة سنوات، وعادوا إلى نيويورك لمدة عام، خلال تلك الفترة التحقت كاثرين بمدرسة في سارانك ليك، ثم قضوا بعض الوقت في السفر عبر ألمانيا. في عام 1912، عادت بلودجيت إلى مدينة نيويورك مع عائلتها والتحقت بمدرسة رايزون في مدينة نيويورك.

## تعليمها
قُسمَت طفولة بلودجيت المبكرة بين نيويورك وأوروبا، ولم تلتحق بالمدرسة حتى بلغت الثامنة من عمرها. بعد التحاقها بمدرسة رايزون في مدينة نيويورك، دخلت كلية برين ماور في منحة دراسية، حيث ألهمها أستاذان على وجه الخصوص: عالم الرياضيات شارلوت أنغاس سكوت والفيزيائي جيمس بارنز.
في عام 1917، أخذ إرفينغ لانغموير، وهو زميل سابق لوالدها وحائز على جائزة نوبل لاحقًا، كاثرين في جولة في مختبرات أبحاث جنرال إلكتريك (جي إي). عرض عليها وظيفة بحثية في جي إي إذا أكملت تعليمها العالي أولًا، لذلك التحقت ببرنامج درجة الماجستير في جامعة شيكاغو بعد حصولها على درجة البكالوريوس.
في جامعة شيكاغو، درست امتزاز الغاز مع هارفي بي ليمون، وبحثت في التركيب الكيميائي لأقنعة الغاز. تخرجت في عام 1918 وشغلت منصب عالم أبحاث بالعمل مع لانغموير. بعد ست سنوات في الشركة، قررت بلودجيت الحصول على درجة الدكتوراه على أمل التقدم أكثر داخل جي إي. رتب لانغموير أمورها لتدرس الفيزياء في جامعة كامبريدج، في مختبر كافنديش وأقنع المسؤولين المترددين إلى حد ما بعرض واحدة من وظائفهم القليلة على امرأة. التحقت بكلية نيونهام، إذ أجرت مقابلة فيها في عام 1924. درست مع السير إرنست راذرفورد وأصبحت في عام 1926 أول امرأة تحصل على درجة الدكتوراه في الفيزياء من جامعة كامبريدج.

## حياتها الشخصية

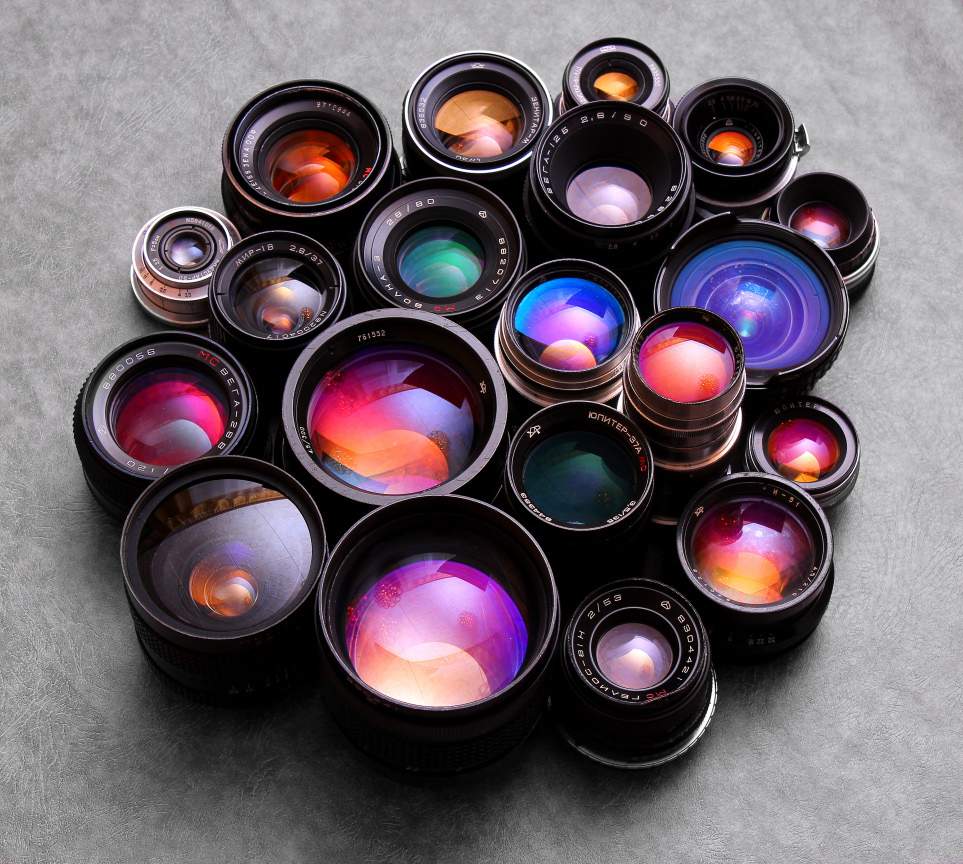
عدسات أنواع مختلفة من الكاميرات ذات طلاء متعدد الطبقات.

لم تتزوج بلودجيت أبدًا وعاشت حياة نشيطة، إذ عاشت زواجًا بوسطنيًا لسنوات عديدة مع غيرترود براون، التي انتمت إلى عائلة قديمة من سكينكتادي. عاشت فترة أخرى مع إيلسي إرينغتون، وهي مديرة إنجليزية الأصل لمدرسة فتيات قريبة. «حرر نظام المنزل بلودجيت من معظم المسؤوليات المنزلية، باستثناء صنعها لعصير التفاح والفطائر المشهورين». لسوء الحظ، لم تترك أي أوراق شخصية تصف علاقاتها طويلة الأمد مع هؤلاء النساء.

كانت كاثرين بلودجيت غيبي، ابنة أخت بلودجيت والحاملة لاسمها، عالمة فيزياء فلكية وموظفة حكومية. في مذكرات السيرة الذاتية، ذكّرت غيبي أنه في زيارات العائلة كانت عمتها بلودجيت:
«تصل دائمًا بحقائب مليئة (بالأجهزة)، وتشرح لنا بواسطتها عجائب مثل كيفية صنع الألوان عن طريق غمس قضبان زجاجية في أغشية رقيقة من الزيت الطافي على الماء».
تحدثت غيبي أغلب الأحيان في حياتها اللاحقة عن تأثير عمتها كمثال شخصي على اختيارها لمهنتها في العلوم.
اشترت بلودجيت منزلًا في سكينكتادي يطل على مسقط رأسها، وأمضت فيه معظم حياتها البالغة. كانت ممثلة في فرقة المسرح في بلدتها وتطوعت في المنظمات المدنية والخيرية. عملت بلودجيت أمينة صندوق جمعية مساعدة المسافر هناك. أمضت الصيف في معسكر في بحيرة جورج في شمال ولاية نيويورك، لمتابعة حبها للبستنة. كانت بلودجيت أيضًا من هواة الفلك التواقين، وجمعت التحف، ولعبت لعبة البريدج الورقية مع الأصدقاء وكتبت قصائد مضحكة في أوقات فراغها. توفيت في منزلها في 12 أكتوبر 1979.

## جوائز
حصلت على جوائز منها:
- ميدالية غارفان أولين [الإنجليزية]‏.